# Michael Müller (Politiker, 1795)
Michael Müller (* 1795; † unbekannt) war ein deutscher Politiker.
Müller war in Abersfeld, Landgericht Schweinfurt, wohnhaft. Als Beruf ist Landwirt und Tierarzt angegeben. Er gehörte der bayerischen Kammer der Abgeordneten dem 8. und 9. Landtag (5. Wahlperiode) an. Er wurde für den Stimmkreis Unterfranken/Klasse V gewählt.